# تركي الدندني
تركي ناصر مشعل الدندني المعروف بتركي الدندني مواليد 1974 هو قيادي في تنظيم القاعدة داخل السعودية وهو المطلوب الأول في في قائمة ال19 اللتي أصدرتها وزارة الداخلية السعودية والمتهم الرئيسي في تفجيرات شرق الرياض، قتل بعد أن فجر نفسه في 2 يوليو 2003 بعد أن حاصرته قوات الأمن هو ومجموعة من المطلوبين في أحد المساجد في محافظة صوير شمال السعودية.